# На заре
«На заре» (или «В небесах...») — песня группы «Альянс», выпущенная в 1987 году в составе альбома «Альянс '87». Наиболее известная песня коллектива.

## Создание
К моменту прихода Олега Парастаева в «Альянс» осенью 1986 года группа выступала с программой из девяти песен:

«И эта программа была скучной. Я решил написать песню, чтобы разбавить её. В голове сразу родился мотив. Я её сочинил в соль миноре, верхние ноты были в си-бемоль. Это высокая нота для вокалиста. Фальцета у Журавлёва никогда не было. Он учился академическому вокалу. В том варианте, в котором поет её он — две с половиной октавы. Я спросил его о том, какой звук ему удобнее. Он ответил, что „е“. И у меня сразу родилось „на заре голоса зовут меня“».— О. Парастаев
Автор музыки и текста — Олег Парастаев, вокал — Игорь Журавлёв. Над окончательной аранжировкой песни работала вся группа.
Песня была записана за четыре часа и на следующий день сведена на студии Муслима Магомаева звукорежиссёром Игорем Замараевым. По воспоминаниям Журавлёва, ударные программировались на Yamaha RX-11, клавишные — на Prophet-10.
Первоначально она появилась на магнитоальбоме «Альянс ’87» 1987 года (также известного как «Дайте огня»). Концертный дебют песни состоялся в феврале 1987 года на «Фестивале надежд». Исполнение песни на «Рок-панораме-87» попало на одну из пластинок фирмы «Мелодия», посвящённых фестивалю. Также песня (с подачи Олега Гробовникова) передавалась по радиостанции «Юность».
Существует несколько клипов, один из которых (где группа гуляет по улицам) был показан по телевидению в программе «Взгляд». 
Известно видео выступления группы на рок-телемосте «Москва — Ленинград» 1987 года (в июне 2020 года на youtube-канале Парастаева появилась отреставрированная версия видео).
В начале марта 1987 года в Москве, на территории парка Царицыно, прошли съёмки официального клипа к песне (режиссёр Михаил Макаренков). Андрей Туманов не смог приехать, а Константин Гаврилов опоздал на съёмку, поэтому в клипе их нет. Участники группы никогда не видели результат съёмок, хотя смотрели предварительный материал. 
В дальнейшем некий Илья, по словам Парастаева, отправил ему цифровую версию клипа, снятого в 1987 году. Клип был загружен на YouTube 5 апреля 2019 года на канал Парастаева и приобрел статус «вирусного видео», набрав за сутки около 500 тыс. просмотров, после чего канал был заблокирован за «накрутку». 9 апреля канал был восстановлен.
В октябре Парастаев и Журавлёв участвуют в выпуске Youtube-передачи «По студиям» DJ DimixeR, посвящённой песне «На заре».
В апреле 2020 года Олег Парастаев за два месяца до своей смерти совместно с С. Арутюновым-Вертинским записали новую версию песни — «На заре 2020», а также выпустили клип на неё. Аранжировка была сделана DJ DimixeR.

## Отзывы критиков
Ломографический клип „На заре“ крутили в легендарной телепрограмме „Взгляд“, когда она была прожектором перестройки. Отчасти поэтому, но скорее из-за точно схваченного ощущения времени, победы которого превратились в поражения, эта песня „Альянса“ воспринимается таким же музыкальным символом смены исторических эпох, как и цоевская „Мы ждём перемен“. Хотя по всем признакам является её антиподом — романтизм против социальности, импрессионизм против плакатности, индивидуализм против чувства локтя, лунный свет против сгорающего дотла красного солнца.
 — Денис Бояринов, Colta.ru.
В 1999 году композиция заняла 75-е место в списке «100 лучших песен русского рока в XX веке» радиостанции «Наше радио».

## Кавер-версии
В 1996 году кавер-версию на эту песню (в двух вариантах, под названием «В небесах») сделала краснодарская группа «Antenn MC & DJ Jamm». Также существует кавер группы МЭD DОГ, вышедший в 2001 году.
Зимой 2007 года Евгений Гришковец, группа «Бигуди» и Ренарс Кауперс сделали кавер на песню. Идея родилась у Евгения Гришковца: он вспомнил, как его потрясла оригинальная версия по возвращении из армии в 1988 году. В самом начале используется оригинальная песня, звучащая из магнитофона. При создании кавера они, возможно, не предупредили сразу музыкантов «Альянса» о своих намерениях, но все ссылки на песню сохранены, как в официальном описании создания, так и в снятом клипе.
В 2019 году BrainStorm перезаписали песню с китайской хип-хоп группой BigYear.
В третьем сезоне шоу «Голос» песню исполнили Сергей Михайлин и Григорий Лавыш, в восьмом — Даниил Королёв, в десятом — Юлия Кошкина.
30 декабря 2018 года в программе «Вечерний Ургант» свой вариант песни представила певица Монеточка, а 17 апреля 2019 года песню в студии «Вечернего Урганта» уже исполнила сама группа «Альянс» в честь дня рождения программы.
В конце апреля 2019 года на праздновании дня рождения телеканала «Дождь» была исполнена версия песни «На заре» в исполнении солиста группы «Альянс» Игоря Журавлёва, группы Brainstorm и актёра Александра Петрова.
На новогоднем «Квартирнике у Маргулиса» 2022 года группа исполнила «На заре» совместно с Сергеем Арутюновым (проект «На заре 2020»).
Композиция входит в саундтрек к фильмам «Хардкор», «Каникулы президента», «Без меня», «Контакт» а также звучит в титрах фильма «Громкая связь» в исполнении Монеточки.
В апреле 2022 года клауд-рэп-исполнитель Yung Lean выпустил альбом «Stardust», который открывает трек «Bliss», где слышен семпл из «На заре».
В сентябре 2022 года Александра Воробьева представила свою версию песни «На заре» в шоу «Фантастика» на Первом канале в образе Миранды.
В марте 2023 свою версию песни «На заре» исполнял певец Shaman в рамках концертного тура «Я русский». К лету 2023 года песня была убрана из репертуара. 
В 2023 году в исполнении музыканта Басты песня вошла в саундтрек к российскому сериалу «Слово пацана».
В 2024 году вышел музыкальный фильм «Летучий корабль», в котором главный герой Иван (голос — Feduk) исполняет песню «На заре» в сцене с Соловьём-разбойником (Соловей-разбойник: «А что это было?»; Иван: «Классика»).

## Использование
- Песня в исполнении группы «Альянс» была использована в сериале «Комбинация» в 2024 году (в 3 серии), права предоставлены индивидуальным предпринимателем Ириной Андреевной Парастаевой.
- Была также использована в фильме «Гроза» (2019, на 47-й минуте).
- Используется в саундтреке второго дополнения к компьютерной игре Atomic Heart и в фильме «Хардкор».